# Весёлый Раздол (Вознесенский район)
Весёлый Раздол (укр. Веселий Роздол) — село в Вознесенском районе Николаевской области Украины.
Основано в 1878 году. Население по переписи 2001 года составляло 88 человек. Почтовый индекс — 56534. Телефонный код — 8 – 05134. Занимает площадь 0,32 км².

## Местный совет
56530, Николаевская обл., Вознесенский р-н, пгт Александровка, ул. Генерала Подзигуна, 208